# Cecílie Johansdotter
Cecílie Johansdotter (švédsky Cecilia Johansdotter; fl. 1193) je tradiční jméno, kterým se označuje manželka krále Knuta I. Švédského a matka švédského krále Erika X. Ví se o ní málo, kromě toho, že byla aristokratického původu a zemřela někdy po roce 1193.

## Život
Přestože byla královnou více než dvacet let, manželka Knuta I. je jednou z nejzáhadnějších švédských královen. Není známé její skutečné jméno, původ ani data narození a úmrtí nejsou potvrzena. Některé zdroje uvádějí, že byla dcerou švédského prince Johana Sverkerssona († 1150), syna Sverkera I. Za Knuta se vdala někdy kolem roku 1160. V roce 1167 se její manžel stal švédským králem.
Existuje jen jeden příběh, ve kterém Cecílie skutečně vystupuje. V roce 1190 královna onemocněla tak vážně, že se lidé báli o její život. Cecílie slíbila, že pokud ji Bůh ušetří, vstoupí po svém uzdravení do kláštera, aby ukázala svou vděčnost. Nakonec se uzdravila, ale ona ani její manžel si nepřáli, aby se stala jeptiškou. Poslal dopis s žádostí papeži Klimentovi III. do Říma, jestli by královna nemohla být z tohoto slibu vyvázána a pokračovala ve svých manželských povinnostech. Papež odpověděl, že královna by měla svůj slib dodržet a Cecílie tak byla nucena opustit trůn a vstoupit do kláštera. Tento dopis se datuje do roku 1193.
Když v roce 1195 Knut I. zemřel, jeho synové (Jon, Joar, Knut a Erik) byli ještě děti. Díky vlivu mocného jarla Birgera Brosy byl králem vzolen Sverker II. z konkurenční dynastie Sverkerů. Synové krále Knuta zůstali žít u dvora až do roku 1203, kdy jeho obnovili své nároky na trůn. V roce 1205 se bratři vrátili do Švédska s norskou podporou. V bitvě u Älgaråsu ale byli poraženi a tři z bratrů byli zabiti. V roce 1208 se však poslední z ních, Erik, znovu vrátil do Švédska s norskými jednotkami a Sverkera porazil v bitvě u Leny a stal se švédským králem jako Erik X.

## Potomci
- Jon Knutsson (zabit v roce 1205 u Älgaråsu)
- Knut Knutsson (zabit v roce 1205 u Älgaråsu)
- Joar Knutsson (zabit v roce 1205 u Älgaråsu)
- Erik X. Švédský († 1216)
- dcera, zřejmě Sigrid nebo Karin